# Pfarrkirche St. Otmar (St. Gallen)

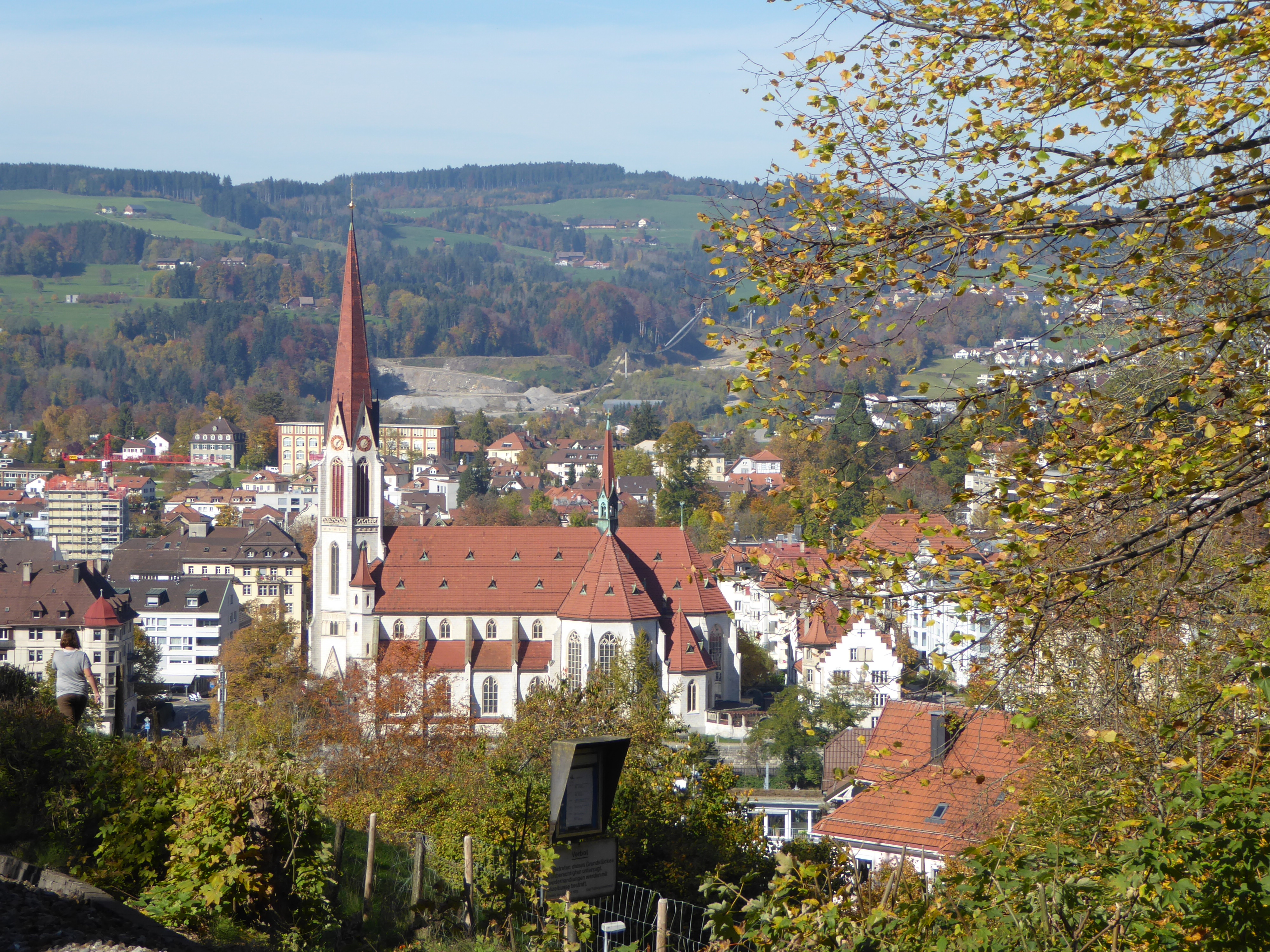
Pfarrkirche St. Otmar in St. Gallen

Die katholische Pfarrkirche St. Otmar in der Stadt St. Gallen wurde zwischen 1905 und 1908 in der damals noch selbständigen Gemeinde Straubenzell erbaut. Namensgeber ist der heilige Otmar, Stadtpatron und erster Abt der Fürstabtei St. Gallen.

## Geschichte

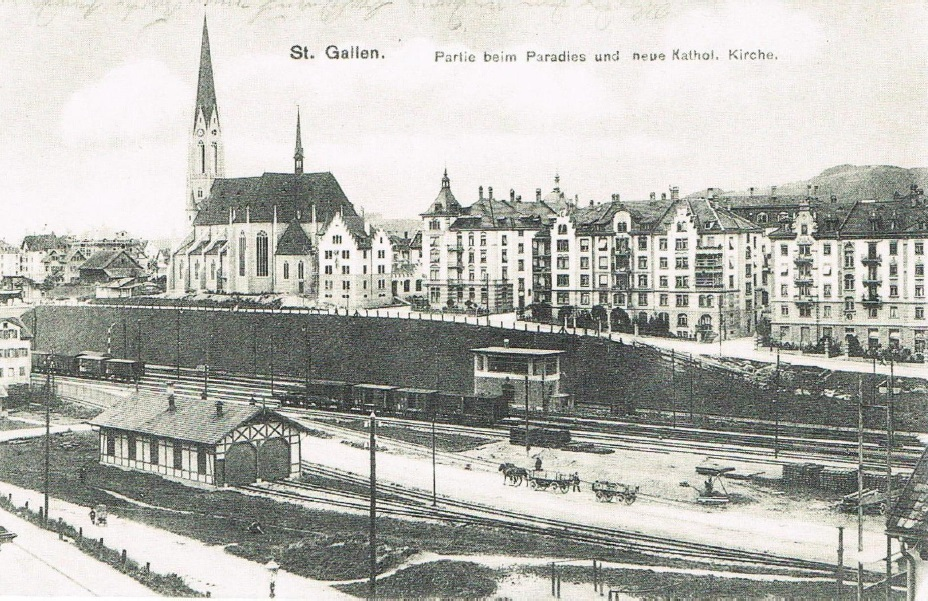
Kirche St. Otmar mit Trasse der Appenzeller Bahn (ca. 1910)

Für das Westquartier wurde schon 1891 angeregt, eine katholische Filialkirche zu errichten. Im Jahr 1892 traf man den Baubeschluss und erwarb westlich der St. Leonhardskirche auf der Anhöhe des Lustgartens eine Parzelle. 
Die beiden Vorstudien von August Hardegger, eine im Stil der Neuromanik und eine im Stil der Neurenaissance, stiessen bei der protestantischen Stadtbevölkerung auf Widerspruch. Der zugezogene Experte Karl Moser schlug eine Ausschreibung in enger Konkurrenz vor, was aber unterblieb. Man entschloss sich dafür, den Bauplatz in das sogenannte Wetzelgut zu verlegen, welches als katholisches Gebiet galt und somit weniger Opposition gegen eine katholische Kirche haben würde. 
Man gab Hardegger erneut den Auftrag, ein neues Projekt auszuarbeiten. Von den drei eingegangenen Stilvarianten – neubarock, neurenaissancehaft, neugotisch – entschied man sich für das neugotische Projekt. Im November 1905 war Baubeginn und im April 1908 wurde die Kirche eingeweiht. 1913 wurde eine Orgel von Carl Theodor Kuhn eingebaut, 1968 wurde sie durch ein Instrument von Rieger Orgelbau ersetzt.
Bei einer Renovation entfernte man die Fialen am Turm und Schiff. Erneute Renovationen fanden in den Jahren 1966/1967 und 2007/2008 statt.

## Bauwerk
Es handelt sich um eine dreischiffige Basilika mit Querschiff, wobei der Turm an der westlichen Schauseite, also gegenüber dem Chor, angebaut ist.
Der Hochaltar wurde von Johann Nepomuck Neumann aus St. Gallen-St. Georgen erbaut, während die Seitenaltäre von Karl Glauner aus Wil geschaffen wurden. In die Altarbilder stammen von Fritz Kunz aus Einsiedeln, die Altarbilder von Meinrad Bächtinger aus Gossau wurden entfernt. Die Glasfenster wurden von der Mayer’schen Hofkunstanstalt in München geliefert.

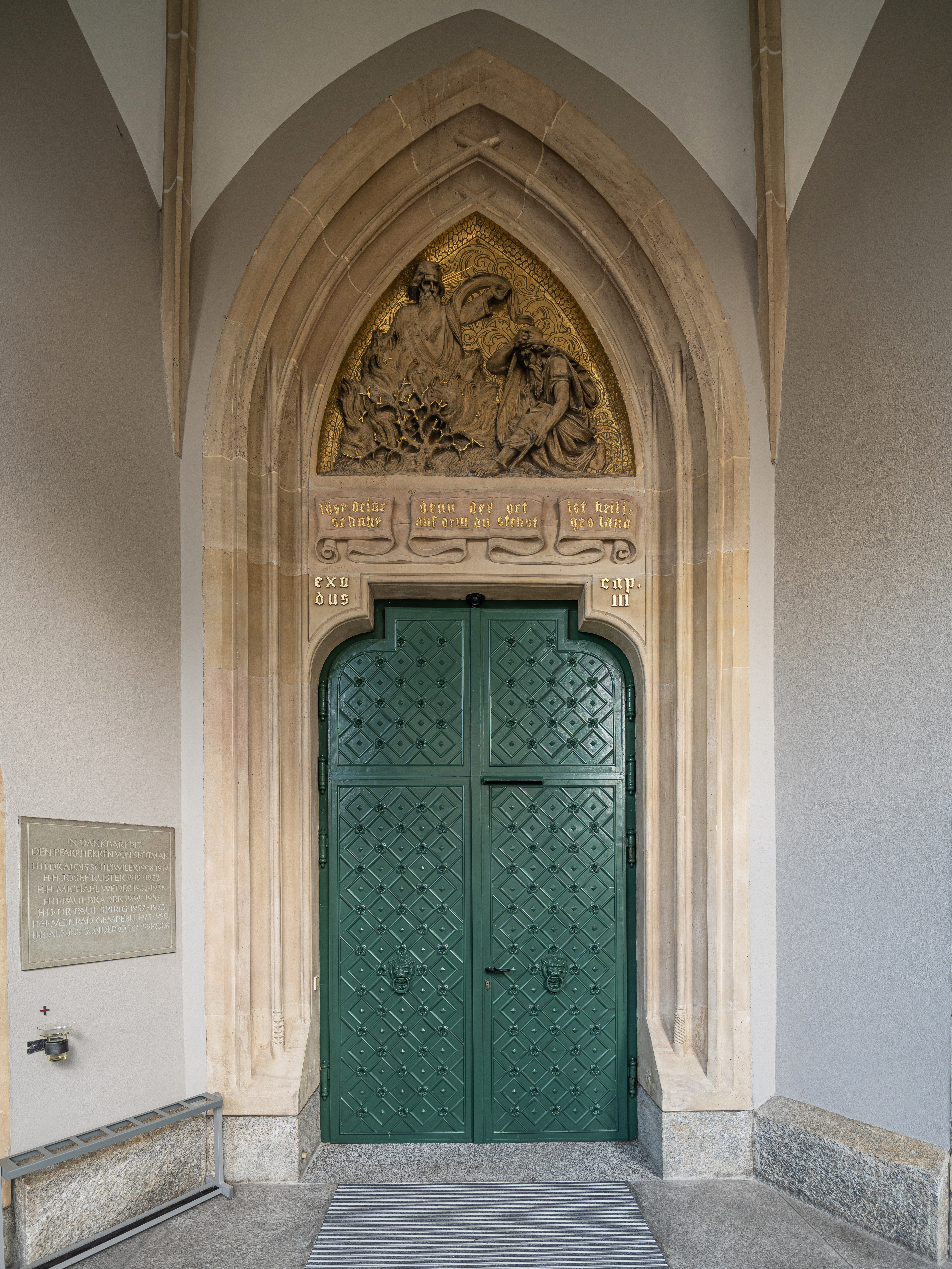
Kirchenportal
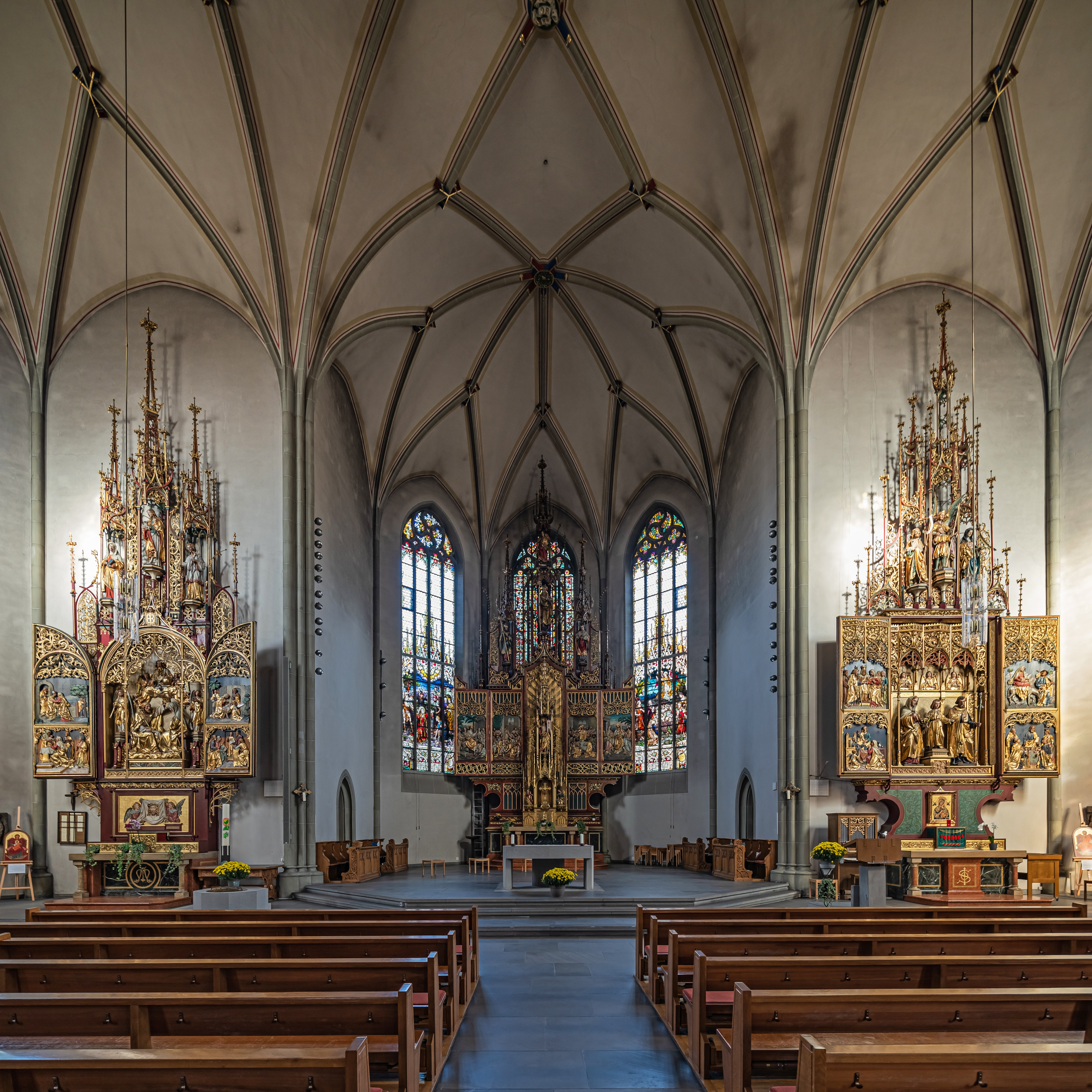
Hochaltar
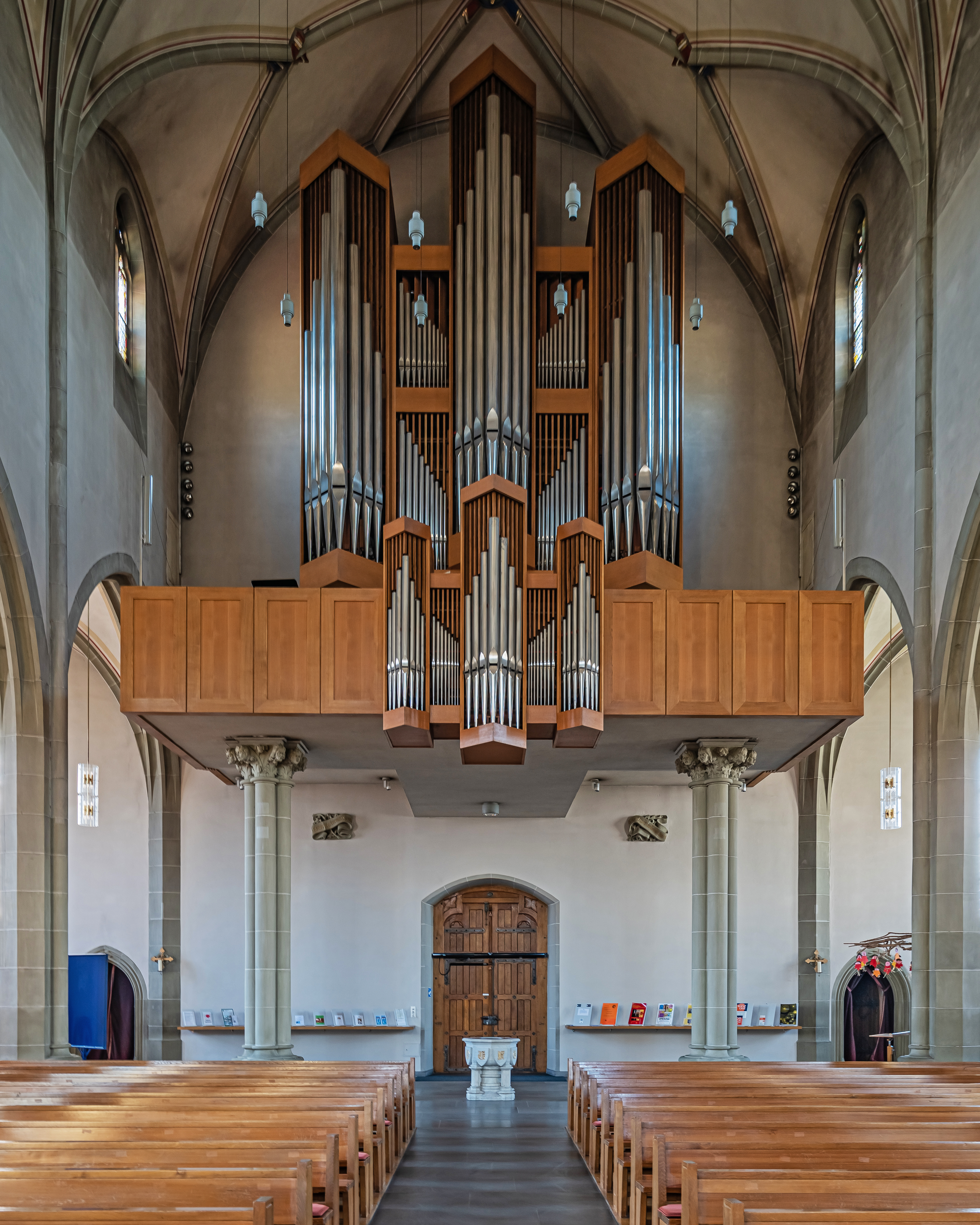
Orgel